# تيد سميث
تيد سميث (بالإنجليزية: Ted Smith)‏ (18 يناير 1996 المملكة المتحدة - ) هو لاعب كرة قدم بريطاني يلعب كحارس مرمى.

## وصلات خارجية
- تيد سميث على موقع قاعدة بيانات كرة القدم.إي يو (الإنجليزية)
- تيد سميث على موقع Soccerbase.com (لاعب) (الإنجليزية)